# Hebanthe grandiflora
Hebanthe grandiflora är en amarantväxtart som först beskrevs av William Jackson Hooker, och fick sitt nu gällande namn av Borsch och Troels Myndel Pedersen. Hebanthe grandiflora ingår i släktet Hebanthe och familjen amarantväxter. Inga underarter finns listade i Catalogue of Life.